# Erythranthe bridgesii
Erythranthe bridgesii är en gyckelblomsväxtart som först beskrevs av George Bentham, och fick sitt nu gällande namn av Guy L. Nesom. Erythranthe bridgesii ingår i släktet Erythranthe och familjen gyckelblomsväxter. Inga underarter finns listade i Catalogue of Life.